# Citroën C-Cactus
Der C-Cactus ist ein Konzeptfahrzeug, das Citroën 2007 auf der IAA Frankfurt präsentierte. Mit dem Prototyp wollte Citroën nach eigenen Angaben die Möglichkeit eines bezahlbaren Fahrzeug der Kompaktklasse mit Hybridantrieb zum Preis herkömmlicher Kompaktfahrzeuge darstellen.
Wesentliches Merkmal war der auf das Wesentliche reduzierte Innenraum, so entfiel zum Beispiel das Armaturenbrett. Alle dort üblicherweise untergebrachten Funktionen wurden auf der Mittelkonsole und der feststehenden Lenkradnabe zusammengefasst. Auf der Mittelkonsole angebracht waren die Aktivlautsprecher der Audioanlage, der Getriebewählhebel und ein Touchscreen, mit dem der Bordcomputer, das Navigationssystem und die Klimaanlage bedient werden konnten. Die Schalter für Blinker, Scheinwerfer, Scheibenwischer, Hupe und Geschwindigkeitsregler sowie -begrenzer befanden sich ebenso auf der feststehenden Lenkradnabe, wie der Tacho und die Kontroll- und Warnleuchten. Einfachheit bestimmte auch die Gestaltung des Vorderwagens, welcher aus einer feststehenden Motorhaube mit integrierten Kotflügeln und einer Wartungsklappe bestand.
Durch die vollautomatische Klimaanlage sind versenkbare Fenster fast verzichtbar und daher gab es nur ein einfaches Schiebefenster, das für den verbleibenden Bedarf ausreichen musste. Die Sitze wiederum wurden aus nur zwei Teilen zusammengebaut. 
Dies alles und weitere Maßnahmen brachten eine Halbierung der Teile, Gewichtsreduktion und günstigere Produktionskosten. Trotzdem war der Komfort mit Navigationssystem mit Touchscreen, Audiosystem mit MP3-Player, automatischer Klimaanlage, Tempomat, Geschwindigkeitsbegrenzer-Regler, elektrischer Handbremse und elektrischem Schiebedach nicht eingeschränkt.

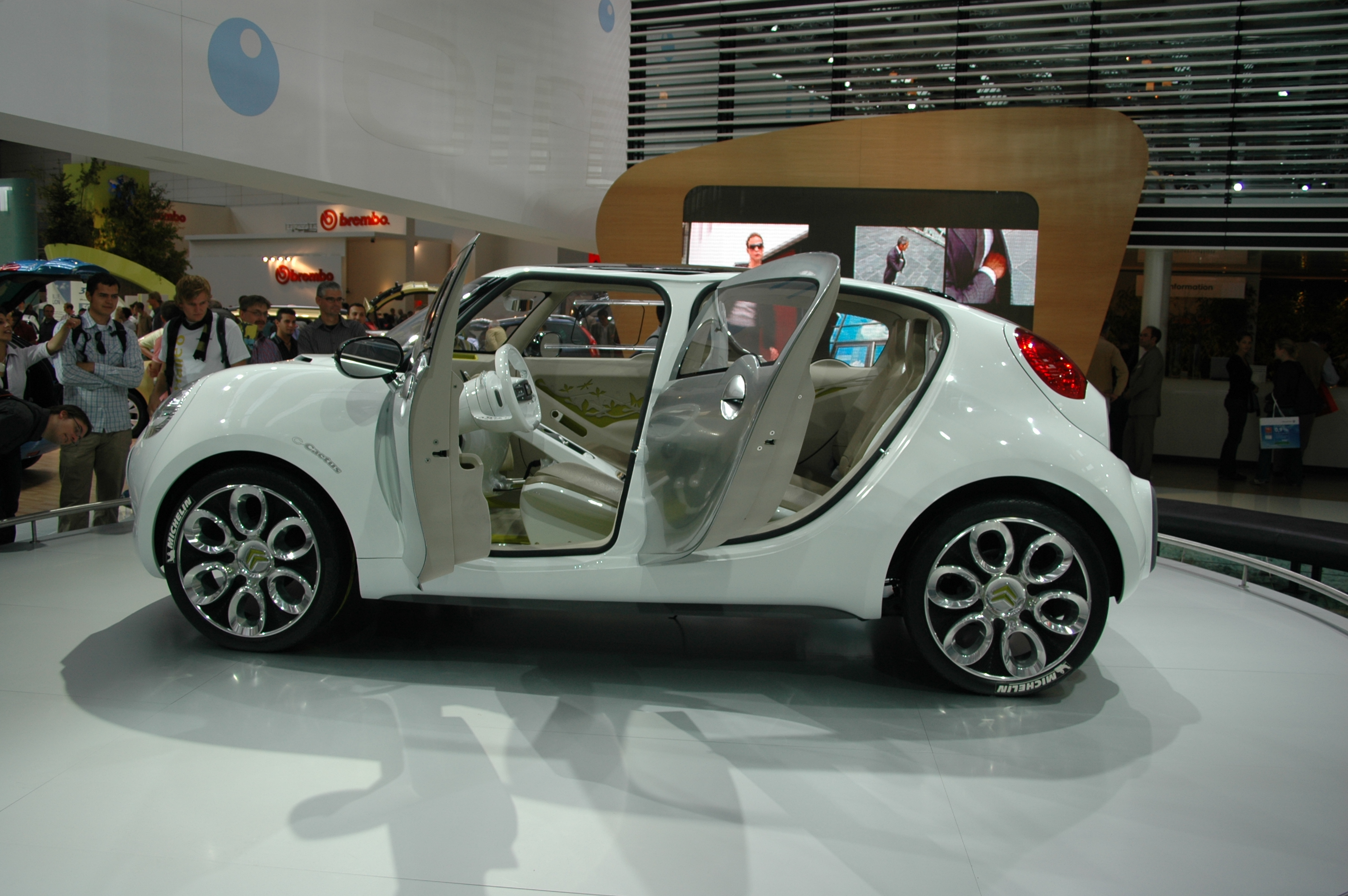
Seitenansicht

Weiters legte Citroën viel Wert auf den Einbau entweder recycelfähiger oder bereits recycelter Werkstoffe. Die neuen konstruktiven Lösungen mit verringerter Zahl an Bauteilen und geringerer Gesamtmasse bedeuteten ebenfalls einen geringeren Einsatz an Primärenergie in der Produktion und natürlich auch an Werkstoffen. Gegenüber dem vergleichbaren Modell aus eigenem Haus, dem Citroën C4 mit Hybridantrieb, wirken sich alle Maßnahmen in einer Gewichtsreduktion von 15 % aus und das Gesamtgewicht des C-Catus betrug nur 1306 kg.
Mit dem aus 70-PS-HDI-1,4-Liter-Dieselmotor mit Partikelfilter und 30 PS starkem Elektromotor bestehendem Hybridsystem erzielte der Citroën C-Cactus einen Normverbrauchswert von nur 3,4 Litern auf 100 km bei 78 g/km CO2-Emissionen. Im Stadtverkehr war auch ein ZEV-Modus (Zero Emission Vehicle) möglich, der reinem Elektroantrieb ohne Abgase entspricht.
An eine Serienausstattung dachte Citroën dazumals nicht, da das Konzept weiter optimiert werden und Teile davon in andere Serienmodellen zur Anwendung kommen sollten.
2013 präsentierte Citroën mit dem Citroën Cactus eine Weiterentwicklung und Optimierung des Konzeptfahrzeuges, was 2014 dann zum Serienmodell Citroën C4 Cactus führte. 